# Jules Haabo
Jules Haabo, né le 12 avril 1997 à Kourou, est un footballeur français, international guyanais évoluant au poste d' attaquant.

## Biographie

### Jeunesse
Né le 12 avril 1997 à Kourou de parents d'origine surinamaise, Jules Haabo découvre le football très jeune. Vers l'âge de 13 ans, il arrive dans la commune de Matoury et grandit entre les quartiers de Balata et Cogneau-Lamirande.

### En Club

#### Débuts à l'ASC Black Stars (2010-2015)
Il commence le football en club à l'âge de 13 ans, au club matourien de l'ASC Black Stars (aujourd'hui AS Étoile de Matoury), où il survole les catégories de jeunes. À 16 ans, il connaît ses premiers matchs avec l'équipe première en Promotion d'honneur (2e division guyanaise, 7e division française). Son équipe finit première de sa poule au terme de la saison 2013-2014, mais ne monte pas en division supérieure. Dès la première année, il signe de très bonnes prestations et marque plusieurs buts dont un doublé dès la troisième journée. Il est retenu pour la première fois en sélection de Guyane U15 à l'occasion du Tournoi Claude Elise, puis en sélection U17 pour le tournoi Paul Chillan.
La saison 2014-2015 commence par la victoire en finale du Mémorial Maurice Bellony, remportée aux tirs au but dans le derby matourien face à l'US Matoury. Elle se clôture de la même manière que la précédente, avec une place en tête de la poule Centre-Est de PH, ce qui permet au club fondé en 2003 d'accéder à la Division d'honneur (Division 1 guyanaise, aujourd'hui R1 Guyane) pour la première fois de son histoire, malgré la défaite en finale de PH face à l'ASC Agouado.

#### Le succès avec l'Étoile de Matoury (2015-2018)
Pour sa première saison dans l'élite, Haabo et son club remportent le mémorial Maurice Bellony pour la deuxième fois consécutive, finissent dans le top 5 du championnat et se hissent en finale de la Coupe de la CTG (ou Coupe de Guyane) face à l'US Matoury. Une finale disputée, mais malgré un but et un penalty provoqué par Haabo, son équipe s'incline 4 buts à 3. Sur le plan personnel, l'année 2016-2017 est très productive pour lui, il finit deuxième meilleur buteur de son championnat avec 20 buts. Il est par la suite retenu pour représenter la sélection de Guyane pour deux compétitions internationales : la Coupe caribéenne des nations 2017 en Martinique et la Gold Cup 2017 aux États-Unis.
Mais c'est la saison 2017-2018, sa dernière avec l'AS Étoile de Matoury qui est la plus prolifique. Lors de cette saison, l'équipe menée par Jules et Miguel Haabo et coachée par Jean-Pierre Haabo réalise sans doute l'une des plus belles prestations de l'histoire du club. Jules inscrit dès la première journée de Régional 1 un triplé face à l'US Matoury pour une victoire 3 buts à 2[réf. nécessaire]. Il prend ensuite part à l'épopée en Coupe de France, la première grande aventure de l'Étoile en coupe nationale, franchissant les cinq premiers tours de la compétition. Le 13 octobre 2017 dans le cadre d'un match considéré à juste titre comme une finale régionale, l'Étoile de Matoury affronte une fois de plus face son rival, l'US Matoury. Un but sera marqué pour chaque équipe après 120 minutes de jeu. Au terme d'une séance de tirs au but insoutenable, l'Étoile de Matoury s'impose (5-4) et obtient sa qualification pour le 7e tour de la coupe de France qui la verra recevoir la formation normande d'Avranches évoluant en National. Malgré le match spectaculaire du portier guyanais Jorge Alves Da Silva, avec 3 penaltys repoussés dont un pendant le temps réglementaire, la tentative ratée de Sylvestre Guyonnet délivre l'Étoile de Matoury et le Stade Edmard-Lama tout entier. 
L'équipe matourienne passe au 8e tour de la coupe de France. Le tirage au sort désigne la formation parisienne de Houilles AC, évoluant en Régional 3, comme prochain adversaire de l'Étoile qui fait le déplacement pour tenter de rallier les 32es de finale de la compétition, une performance exceptionnelle pour une formation ultra-marine. Les hommes de Jean-Pierre Haabo concèdent deux buts au retour des vestiaires. La réduction du score de Jules Haabo sur penalty ne suffit pas pour accrocher une victoire, et l'équipe guyanaise sort de la compétition. La saison continue pour Haabo et ses coéquipiers, toujours en lice pour remporter le championnat de R1 en attendant le début de la Coupe de Guyane.
Un mois plus tard, en janvier 2018, il est retenu pour participer au camp de détection caribéen de la MLS, en vue de la MLS SuperDraft,, mais ne sera pas retenu dans le championnat nord-américain.
À son retour, la fin de saison est marquée par la bataille serrée en tête du classement de Régional 1. À quatre journées de la fin, alors que la course au titre bat son plein, il délivre deux passes décisives et marque à quatre reprises lors du choc face au leader du championnat, le Geldar de Kourou (victoire 6-2 pour l'Étoile). Malgré cette victoire importante et les 79 points engrangés tout au long de la saison, l'AS Étoile de Matoury ne parvient pas à remporter le titre de Champion de Guyane et échoue à seulement un point du Geldar. Cette saison 2017-2018 n'est pas uniquement celle des déceptions. Au terme d'une campagne débutée le 13 janvier à Sinnamary, l'Étoile de Matoury se présente en finale de la Coupe de Guyane le mercredi 30 mai 2018, qui l'oppose à l'ASC Rémire. Menés 1-0 jusqu'à la 87e minute, les matouriens recollent au score à la toute fin du temps règlementaire. Les 30 minutes de prolongation verront Jules Haabo marquer 2 buts, permettant à l'Étoile de Matoury d'inscrire pour la première fois son nom parmi ceux des vainqueurs de la Coupe de Guyane, organisée depuis 1959.
Pour leur troisième année dans l'élite du football guyanais, Jules Haabo et l'Étoile réalisent une saison aboutie, avec  25 réalisations en championnat sur la totalité de la saison pour l'attaquant. Il finit meilleur buteur de Régional 1[réf. nécessaire].

#### Départ pour l'Europe
L'été suivant, à tout juste 21 ans, Jules Haabo décide de quitter la Guyane et arrive en France métropolitaine en août 2018. Il ne s'y éternise pas et rejoint l'Angleterre, avec un agent présenté par un de ses coéquipiers en sélection, Marvin Torvic. Il fait des essais dans plusieurs clubs de 6e et 7e division et dispute sept matchs avec Harlow Town (en) en 7e division, mais quitte le club en novembre avant de retourner en France. En décembre, il fait un essai au Stade poitevin, pensionnaire de National 3 où il retrouve son ex-sélectionneur en sélection de Guyane Jaïr Karam. Il signe de remarquables prestations en matchs amicaux, mais tarde à signer un contrat.
Par la suite, il entre en contact avec un autre coéquipier de la sélection, Laurent Lopes, ainsi que son agent. Haabo retrouve  un club et part pour la 4e division espagnole et le club de Jerez CF (en). Il entre plusieurs fois en cours de jeu, mais n’est titulaire qu'une seule fois. Sur cette deuxième partie de saison il dispute quelque 300 minutes et est auteur de deux buts.
Le 25 juin 2019, son arrivée à Yverdon Sport est officialisée. Il dispute deux matchs amicaux avec le club suisse, mais se blesse gravement au genou fin juillet durant la préparation estivale et doit être opéré des ligaments croisés. Il ne prend donc pas part à la saison 2019-2020 en Promotion League, que son club remporte.
Il repart ensuite en Guyane, au Club sportif et culturel de Cayenne.

### Parcours en sélection
Il est appelé pour la première fois en sélection de Guyane des jeunes en décembre 2011 à l'occasion du Tournoi Claude Elise (U15) disputé en Guyane, qu'il remporte. Il participe également au tournoi U17 Paul Chillan en Martinique trois ans plus tard. Sa première sélection et son premier match sous le maillot de l'équipe A des Yana Dòkò interviennent le 8 octobre 2016 contre Saint Kitts & Nevis au stade Edmard-Lama. Il entre en jeu à la 62e minute à la place de Mickaël Solvi lors de la victoire 1-0 de sa sélection dans un match de qualifications pour la coupe caribéenne des nations. Qualification obtenue pour les Guyanais, qui disputeront la coupe des nations de la Caraïbe fin juin 2017. Haabo est titularisé au deuxième match, qui voit la victoire de la Guyane face à la sélection martiniquaise, synonyme de troisième place du tournoi pour les coéquipiers de Haabo. Moins de trois semaines plus tard, il est dans le groupe des 23 joueurs retenus pour disputer la Gold Cup 2017 aux États-Unis, une première dans l'Histoire de la sélection guyanaise. Le 20 novembre 2018 à l'occasion des éliminatoires de la Gold Cup 2019, il inscrit ses deux premiers buts en sélection à domicile face au Guyana.
Il inscrit deux buts lors des deux matchs de la Ligue des nations de la CONCACAF 2023-2024 contre Saint-Vincent-et-les-Grenadines, inscrivant le dernier but le 13 octobre 2023 (victoire 4-1) ainsi que le but de la victoire (3-2) le 16 octobre 2023.

## Statistiques
| Saison                | Club                  | Championnat               | Championnat | Championnat | Coupe(s) nationale(s) | Coupe(s) nationale(s) | Guyane | Guyane | Total | Total |
| Saison                | Club                  | Division                  | M.          | B.          | M.                    | B.                    | M.     | B.     | M.    | B.    |
| 2016-2017             | AS Étoile de Matoury  | Régional 1                | -           | 20          | 0                     | 0                     | 3      | 0      | 3     | 20    |
| 2017-2018             | AS Étoile de Matoury  | Régional 1                | 20          | 25          | 2                     | 1                     | 2      | 0      | 24    | 26    |
| Sous-total            | Sous-total            | Sous-total                | 20+         | 45          | 2                     | 1                     | 5      | 0      | 27    | 46    |
| 2018-2019             | Harlow Town           | Isthmian Premier Division | 7           | 0           | -                     | -                     | 1      | 2      | 8     | 2     |
| 2018-2019             | Jerez CF              | Tercera División          | 10          | 2           | -                     | -                     | 1      | 0      | 11    | 2     |
| 2019-2020             | Yverdon Sport         | Promotion League          | -           | -           | -                     | -                     | -      | -      | 0     | 0     |
| Total sur la carrière | Total sur la carrière | Total sur la carrière     | 37+         | 47          | 2                     | 1                     | 7      | 2      | 46    | 50    |

### Liste des buts internationaux
| Buts internationaux de Jules Haabo | Buts internationaux de Jules Haabo | Buts internationaux de Jules Haabo                              | Buts internationaux de Jules Haabo | Buts internationaux de Jules Haabo | Buts internationaux de Jules Haabo | Buts internationaux de Jules Haabo         | Buts internationaux de Jules Haabo                                                                                              |
|                                    | Date                               | Lieu                                                            | Adversaire                         | But                                | Score                              | Compétition                                | Description |
| ---------------------------------- | ---------------------------------- | --------------------------------------------------------------- | ---------------------------------- | ---------------------------------- | ---------------------------------- | ------------------------------------------ | --- |
| 1.                                 | 20 novembre 2018                   | Stade Edmard-Lama, Rémire-Montjoly, Guyane                      | Guyane                             | 1 - 0                              | 2 - 1                              | Éliminatoires de la Gold Cup 2019          | Contrôle orienté puis reprise de demi-volée en pivot du pied droit sur une remise de la tête d'Arnold Abelinti à la 18e minute. |
| 2.                                 | 20 novembre 2018                   | Stade Edmard-Lama, Rémire-Montjoly, Guyane                      | Guyane                             | 2 - 0                              | 2 - 1                              | Éliminatoires de la Gold Cup 2019          | But du pied droit à la 46e minute sur une longue ouverture de Dylan Adam.                                                       |
| 3.                                 | 25 février 2023                    | Stade Edmard-Lama, Rémire-Montjoly, Guyane                      | Martinique                         | 1 - 0                              | 2 - 2                              | Amical                                     | |
| 4.                                 | 13 octobre 2023                    | Stade d'Arnos Vale, Arnos Vale, Saint-Vincent-et-les-Grenadines | Saint-Vincent-et-les-Grenadines    | 1 - 4                              | 1 - 4                              | Ligue des nations de la CONCACAF 2023-2024 | |
| 5.                                 | 16 octobre 2023                    | Stade Pierre-Aliker, Fort-de-France, Martinique                 | Saint-Vincent-et-les-Grenadines    | 3 - 2                              | 3 - 2                              | Ligue des nations de la CONCACAF 2023-2024 | |

## Palmarès

### En club
| AS Étoile de Matoury - Promotion d'Honneur - 1er de la Poule Centre-Est en 2014 et 2015 - Vice-champion en 2015. - Mémorial Maurice Bellony - Vainqueur en 2014 et 2015 |  | - Coupe de Guyane - Finaliste en 2016 - Vainqueur en 2018 - Régional 1 - Vice-champion en 2018. |

Avec son club formateur de l'ASC Black Stars, Jules Haabo, remporte le Mémorial Maurice Bellony : un tournoi disputé entre les équipes situées aux alentours de la ville de Matoury ainsi que la poule Centre-Est de la Promotion d'Honneur zone Guyane. Son club remporte l'année suivante ces deux mêmes compétitions sous le nom d'AS Étoile de Matoury.
Il est ensuite finaliste de la coupe de la CTG (ou Coupe de Guyane) en 2016 et la remporte en 2018. Il sera également vice-champion de Guyane la même année avec son club.

### En sélection nationale
| Sélection de Guyane - Coupe caribéenne des nations - 3e place en 2017 |

### Distinctions personnelles
- 2e meilleur buteur de Régional 1 en 2017.
- Meilleur buteur de Régional 1 en 2018 avec 25 buts[réf. nécessaire].
- Vainqueur du Challenge Guyane la 1ere en 2018[réf. nécessaire].

## Style de jeu
Jules Haabo est un finisseur, jouant idéalement à la pointe de l'attaque, mais sa puissance et sa vitesse lui permettent également d'évoluer sur les ailes. Vif et à l'aise techniquement, il est cependant moins performant dans le jeu aérien. Sur et en dehors des terrains, il s'inspire de son idole Eden Hazard, ce qui pousse très tôt ses amis et son entourage à lui donner comme surnom le nom du milieu de terrain belge.